# Mikkel Hyllegaard
Mikkel Hyllegaard (Odense, 3 aprile 1999) è un calciatore danese, attaccante del 07 Vestur.

## Caratteristiche tecniche
È un centravanti.

## Carriera
Inizia la propria carriera fra le file dell'Oure in quinta divisione, per poi passare all'Odense nel dicembre del 2019; debutta fra i professionisti il 16 febbraio 2020 giocando l'incontro di Superligaen perso 2-0 contro il Brøndby.
Nel 2025 si trasferisce al 07 Vestur, club della prima divisione delle Fær Øer.

## Statistiche
Statistiche aggiornate al 3 febbraio 2021.

### Presenze e reti nei club
| Stagione        | Squadra         | Campionato      | Campionato | Campionato | Coppe nazionali | Coppe nazionali | Coppe nazionali | Coppe continentali | Coppe continentali | Coppe continentali | Altre coppe | Altre coppe | Altre coppe | Totale | Totale | Totale |
| Stagione        | Squadra         | Comp            | Pres       | Reti       | Comp            | Pres            | Reti            | Comp               | Pres               | Reti               | Comp        | Pres        | Reti        | Pres   | Reti   |        |
| --------------- | --------------- | --------------- | ---------- | ---------- | --------------- | --------------- | --------------- | ------------------ | ------------------ | ------------------ | ----------- | ----------- | ----------- | ------ | ------ | ------ |
| 2019-2020       | Odense          | SL              | 13         | 4          | CD              | 0               | 0               |                    | -                  | -                  |             | -           | -           | 13     | 4      |        |
| 2020-2021       | Odense          | SL              | 12         | 1          | CD              | 1               | 0               |                    | -                  | -                  |             | -           | -           | 13     | 1      |        |
| Totale carriera | Totale carriera | Totale carriera | 25         | 5          |                 | 1               | 0               |                    | -                  | -                  |             | -           | -           | 26     | 5      |        |